# 云南冠唇花
云南冠唇花（学名：Microtoena delavayi），为唇形科冠唇花属下的一个植物种。